# Al-Muhādschir ibn Abī Umaiya
al-Muhādschir ibn Abī Umaiya (arabisch المهاجر بن أبي أمية, DMG al-Muhāǧir ibn Abī Umaiya gest. nach 633) war ein mekkanischer Militärführer aus dem quraischitischen Clan der Machzūm. Er war der erste Statthalter des von Mohammed begründeten Staates in Sanaa und spielte eine führende Rolle bei der Niederschlagung der Ridda-Bewegung im Jemen. Er war der Bruder der Prophetengattin Umm Salama.

## Wirken während der Lebenszeit Mohammeds
Al-Muhādschirs ursprünglicher Name war al-Walīd. Bei der Schlacht von Badr im Jahre 624 kämpfte er noch zusammen mit seinen Brüdern Hischām und Masʿūd auf der Seite der Seite der heidnischen Mekkaner gegen die Muslime. Wahrscheinlich im Jahr 5 der Hidschra (= 626–27 n. Chr.) wurde er Muslim und wanderte nach Medina aus, wo bereits seine Schwester Umm Salama als eine der Frauen des Propheten lebte. Den Namen al-Muhādschir soll er vom Propheten erhalten haben: Als Umm Salama ihm erzählte, dass al-Walīd als Einwanderer (Muhādschir) gekommen sei, soll er ihn als solchen angesprochen haben, was daraufhin zu seinem neuen Namen wurde.
In einigen Quellen wird berichtet, dass Mohammed al-Muhādschir zu einem himyaritischen Kleinkönig namens al-Hārith ibn ʿAbd Kalal gesandt wurde und dieser in seiner Gegenwart den Islam annahm. Da al-Muhādschir zu den wenigen Männern gehörte, die nicht an dem Feldzug nach Tabūk teilnahmen, soll Mohammed über ihn verärgert gewesen sein. Als Umm Salama jedoch zugunsten ihres Bruders Fürsprache bei ihm einlegte, akzeptierte er diese. Al-Muhādschir wurde daraufhin herbeigebracht und brachte Entschuldigungsgründe für sein Fernbleiben vor, woraufhin Mohammed ihm verzieh. Später entsandte Mohammed al-Muhādschir zu den arabischen Stämmen Kinda und Sadif im Hadramaut, um bei ihnen die Zakāt einzusammeln, doch verstarb Mohammed, noch bevor al-Muhādschir abreiste. Nach einem Bericht, den at-Tabarī zitiert, lag dies daran, dass al-Muhādschir erkrankt war. Al-Muhādschir wird auch unter den Sekretären des Propheten Mohammad genannt.

## Einsatz im Kampf gegen die Ridda-Bewegung im Jemen
Nach dem Tod Mohammeds sandte der Kalif Abū Bakr al-Muhādschir mit einer Armee in den Jemen, um gegen die Ridda-Bewegung des Propheten Aswad al-ʿAnsī zu kämpfen, und den sogenannten Abnāʾ, die auf der Seite des islamischen Staates standen, gegen ihren Gegner Qais ibn Makschūh zu Hilfe zu kommen. Danach sollte er zu den Banū Muʿāwiya von den Kinda im Hadramaut weiterziehen. Auf dem Weg in den Süden passierte al-Muhādschir die Städte Mekka, at-Tā'if und Nadschran, wo sich ihm jeweils Militärkontingente anschlossen. Unterwegs stießen auch die beiden Militärführer Dscharīr ibn ʿAbdallāh und Farwa ibn Musaik zu ihm. Als die beiden Aufständischen Qais ibn Makschūh und ʿAmr ibn Maʿdīkarib, die vom Islam abgefallen waren, von seiner Ankunft hörten, stellten sie sich ihm kampflos. Al-Muhādschir nahm sie gefangen und schickte sie zum Kalifen. Dann zog er von Nadschran weiter südwärts und bereitete den übrigen Anhängern von Qais in ʿAdschīb eine Niederlage.
Abū Bakr ernannte al-Muhādschir zum Statthalter von Sanaa, während er die Gebiete der Kinda und Sadif dem Ansārī Ziyād ibn Labīd al-Baiyādī unterstellte, der bereits Statthalter in Hadramaut war. Als Ziyād ibn Labīd von dem aufständischen kinditischen Stammeskönig al-Aschʿath ibn Qais in der Stadt Tarīm eingeschlossen wurde, rief er al-Muhādschir um Hilfe. Nach einem Bericht, der bei al-Wāqidī und Ibn Aʿtham al-Kūfī (8./9. Jh.) überliefert ist, gelang es al-Aschʿath durch eine List, auch al-Muhādschir in der Stadt einzuschließen. Als al-Aschʿath nämlich davon erfuhr, dass al-Muhādschir mit 1.000 berittenen Kämpfern heranzog, befahl er seinen Truppen, sich von dem Stadttor Tarīms zurückzuziehen. Nachdem al-Muhādschir mit seinen Kämpfern die Stadt betreten hatte, schloss er diese erneut ein und rief die anderen Gruppen der Kinda dazu auf, ihn zu unterstützen. Dieser Aufruf traf auf viel Resonanz, und mit den vielen Kämpfern, die eintrafen, konnte al-Aschʿath die Belagerung noch verstärken. Obwohl Ziyād und al-Muhādschir später Hilfe von den Sakāsik, Sukūn und anderen Untergruppen der Kinda erhielten, die mit ca. 5.000 Kämpfern gegen al-Aschʿath auszogen und ihn in der Nähe von Tarīm in Kämpfe verwickelten, konnte al-Aschʿath seine Belagerung von Tarīm aufrechterhalten. Ziyād sandte daraufhin ein Hilfeersuchen an Abū Bakr, das diesen dazu veranlasste, ʿIkrima ibn Abī Dschahl in den Hadramaut zu schicken, mit dem Auftrag, al-Aschʿath und seine Leute zu bekämpfen. Erst nachdem die Kämpfer ʿIkrimas im Hadraumaut eingetroffen waren, konnten die Muslime mit vereinten Kräften al-Aschʿath und seine Leute in die Flucht schlagen. Der tunesische Historiker Bannādschī al-ʿAbdūlī hält diesen Bericht jedoch wegen verschiedener Ungereimtheiten für unglaubwürdig und weist auf sein „romanhaftes Gepräge“ (ṭābiʿ riwāʾī) hin.
Nach dem Bericht at-Tabarīs traf al-Muhādschir schon auf dem Weg in den Hadramaut in Ma'rib mit ʿIkrima ibn Abī Dschahl zusammen. Hier erhielt er einen Hilferuf von Ziyād, der sich im Kampf mit al-Aschʿath befand. Al-Muhādschir ließ daraufhin ʿIkrima mit dem Hauptheer zurück und eilte mit den schnellsten Truppenteil zu Ziyād in den Hadramaut. In Mahdschar az-Zurqān stieß er auf die kinditischen Aufständischen unter al-Aschʿaths Führung und bereitete ihnen eine Niederlage. Diese zogen sich daraufhin auf die Festung an-Nudschair zurück.
Bei der anschließenden Belagerung von an-Nudschair versperrten al-Muhādschir und Ziyād von verschiedenen Seiten die Zugangswege zu der Festung. Als al-Aschʿaths Situation immer schlechter wurde, bat er al-Muhādschir um eine Sicherheitsgarantie (amān), die al-Muhādschir ihm und einer begrenzten Anzahl von Männern gegen Übergabe der Festung auch zusagte. Als die Männer nach der Einnahme der Festung dieselbe verlassen wollten, sah al-Muhādschir, dass al-Aschʿaths Name in der Liste derjenigen fehlte, für die die Sicherheitsgarantie gelten sollte, und wollte ihn töten. Jedoch hielt ʿIkrima ihn davon ab und riet ihm, Abū Bakr die Sache entscheiden zu lassen, ein Rat, den al-Muhādschir auch befolgte. In der Burg an-Nudschair befanden sich auch einige Frauen, die ihrer Schadenfreude am Tode des Propheten offen Ausdruck verliehen hatten. Al-Muhādschir soll diesen Frauen auf eine schriftliche Anordnung des Abū Bakr hin die Hände abgehauen haben. Anschließend brachte al-Muhādschir al-Aschʿath als Gefangenen zu Abū Bakr nach Medina. Über seinen Kampf gegen die Anhänger der Ridda-Bewegung soll al-Muhādschir auch eigene Verse gedichtet haben.

## Ehe mit Asmā' bint Nuʿman
Al-Muhādschir heiratete die Kinditin Asmā' bint Nuʿman, die vorher der Prophet und ʿIkrima ibn Abī Dschahl geehelicht hatten. Da es für die ehemaligen Ehefrauen Mohammeds ein Wiederverheiratungsverbot gab (siehe Sure 33:53), wollte der Kalif ʿUmar ibn al-Chattāb die beiden deswegen bestrafen. Doch beriefen sie sich darauf, dass Mohammed Asmā' verstoßen hatte, bevor er die Ehe mit ihr vollzogen hat, woraufhin der Kalif von seinem Vorhaben Abstand nahm.